# Internazális varrat

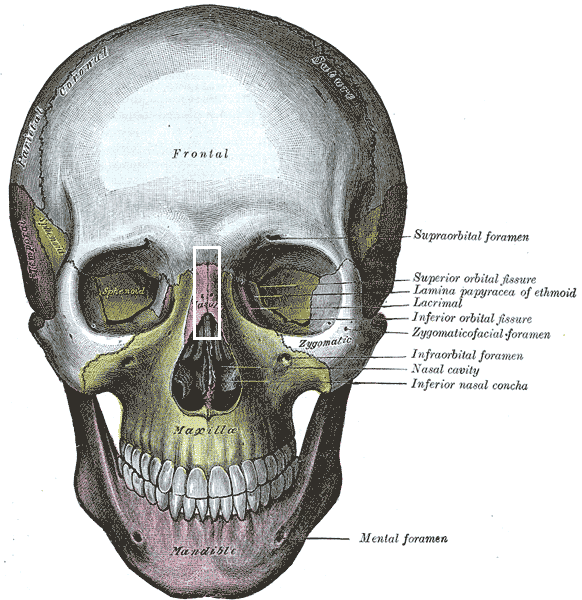
A koponya (cranium) szemből (a fehér téglalap jelöli a varrat helyét)

Az internazális varrat (sutura internasalis) egy apró koponyavarrat mely az orrcsontok (os nasale) között található függőlegesen. Hossza kb. 2 cm.